# Novomyshastovskaya
Novomyshastovskaya (del ruso: Новомышастовская) es una stanitsa del raión de Krasnoarméiskaya, en el krai de Krasnodar del sur de Rusia. Está situada en las tierras bajas de Kubán-Azov, en uno de los brazos del delta del Kubán, 33 km al sueste de Poltávskaya y 38 al noroeste de Krasnodar, la capital del krai. Tenía 10 032 habitantes en 2010
Es cabeza del municipio Novomyshatovskoye, al que pertenece asimismo Prikubanski.

## Historia
La localidad fue fundada en 1823 por cosacos provenientes de un asentamiento previo erigido en 1792-1793, Myshastovski, que no fue juzgado conveniente por parte de los colonos por la falta de agua potable y por encontrarse en la zona del cordón defensivo del Cáucaso, constantemente sometida a las incursiones de los pueblos de la montaña. Los fundadores de Myshastovski eran cosacos de Zaporozhia reubicados en el Kubán, conducidos por el yesaúl M. Gulik. El pueblo creció por la inmigración de campesinos de las gubernias de Chernígov y Poltava y otros desplazados del Kubán. En 1838 es designada stanitsa. La localidad se desarrolló económicamente en la segunda mitad del siglo XIX, de modo que a finales del mismo su población alcanzaba los 7 866 habitantes y se habían construido dos escuelas (1865 y 1890) y varios establecimientos comerciales e industriales. La Iglesia del Arcángel Gabriel data de 1885, y sustituye a la original de madera construida en 1834 e incendiada a finales de la década de 1870. El poder soviético se estableció en la localidad en 1920, y en 1931 sus tierras fueron colectivizadas en un koljós, llamado Moskovskoi proletarski proletarskoi strelkovoi divizi i MTS. Se dedicaba principalmente al cultivo de trigo, maíz, girasol, hortalizas, tabaco, ricino y cacahuete.

## Demografía
| 2002  | 2010   |
| ----- | ------ |
| 9 789 | 10 032 |

### Composición étnica
De los 9 789 habitantes en 2002, el 95.2 % era de etnia rusa, el 1.6 % era de etnia armenia, el 1.2 % era de etnia ucraniana, el 0.3 % era de etnia tártara, el 0.3 era de etnia alemana, el 0.2 % era de etnia bielorrusa, el 0.2 % era de etnia georgiana, el 0.1 % era de etnia azerí, el 0.1 % era de etnia griega y el 0.1 % era de etnia adigué

## Economía y transporte
El principal sector económico de la localidad es la agricultura. Cabe destacar la instalación de cría de aves de corral.

## Servicios sociales
En el municipio hay tres escuelas, un jardín de infancia, una cosa de cultura, una biblioteca, una escuela de música y una Escuela de Deportes para la Infancia y la Juventud.